# Henrik Lund (digter)
 For alternative betydninger, se Henrik Lund. (Se også artikler, som begynder med Henrik Lund)
Henning Jakob Henrik Lund eller blot Henrik Lund eller Indaleeraq (født 29. september 1875 i Nanortalik, død 17. juni 1948 i Narsaq) var en grønlandsk sangskriver, maler og præst. Han skrev teksten til "Nunarput utoqqarsuanngoravit,"
på grønlandsk. Sangen er Grønlands nationalsang.

## Baggrund
Henrik Lund blev født den 29. september 1875 i Nanortalik, en bygd på den sydvestlige kyst af Grønland. Han voksede op i nærheden af en gruppe tilflyttede østgrønlandske inuitter og ligesom mange i hans familie helligede han sig sit arbejde i det østlige Grønland. Lund var af blandet inuit og europæisk herkomst, beskrives som havende grønlandske træk og blålig-grå øjne. Hans kone var Malene Lund, der blev født i 1877 og døde i 1979.
Han lærte at elske musik og poesi gennem sin familie og en lokal tysk herrnhuter-missionsafdeling. Hans far, Isak Lund, var kateket og digter, hvis patriotiske følelser viser sig i hans værker som digtet "Nuna Tassa Tupingnartok" eller: "Dette er et vidunderligt land".

## Karriere
Efter at have gennemgået det danske evangelisk-lutherske seminarium i Godthaab blev Lund kateket i Angmagssalik i Østgrønland i 1900. I 1909 vendte han hjem til Vestgrønland. Han blev ordineret som præst d. 9. oktober 1936 i Vor Frue kirke i København, Danmark. I sidste ende blev han sognepræst i Narsaq.
Fra 1923 til 1932 var Lund valgt ind i det sydgrønlandske lokale råd. Han har også malet i olie og akvarel.

## Lyrik
Han komponerede salmer på det grønlandske sprog, som blev offentliggjort i 1909, 1930, 1937 og 1945. Anden udgave af en grønlandsk sangbog, "Erinarssûtit" indeholder hans første offentliggjorte digte, heriblandt "Upernalermat" eller "Som foråret kommer". Senere udgaver af denne sangbog omfatter mere af hans poesi – nogle af sekulær karakter. Hans digte kan klassificeres som episke eller didaktiske. Et digt, "Igdlugssaq Nápagaungmat" eller "Når huset blev bygget", beskriver opførelsen af et hjem i Angmagssalik. Selvom de ikke er åbenlyst heroiske, viser handlingen sammenholdet og samfundets hengivenhed. I "Nunat Asingagingmata" eller "Når landet igen bliver blegt", skriver Lund: "Vi vil snart se landet dækket af sne, klædt i tøjet af sorg og gråd i stormen efter at have sagt farvel til alle de små fugle."
Lunds patriotiske digt, "Nunarput utoqqarsuanngoravit" eller "Vores Land, som er blevet så gammelt" blev skrevet i 1912 og senere sat i musik af Jonathan Petersen (1891-1960). Sangen blev optaget som nationalsang i Grønland i 1916.
Lund døde 17. juni 1948 i Narsaq, Grønland.

## Æresbevisninger
De danske konger tildelte ham to æresbevisninger: Dannebrogsmændenes Hæderstegn 1921 og Ingenio et arti 1947. Henrik og Malene Lunds Hus, også kendt som Lunds hytte, bygget efter Lunds eget design i Narsaq, blev et mindesmærke i 1980 og er åben for offentligheden som en del af Narsaq Museum.